# Kohlschütter-Tönz-Syndrom
Das Kohlschütter-Tönz-Syndrom ist eine sehr seltene angeborene Erkrankung mit den Hauptmerkmalen Amelogenesis imperfecta (einer angeborenen Zahnschmelzhypoplasie), Krampfanfällen, geistigem Abbau.
Synonyme sind: Amelo-zerebro-hypohidrotisches Syndrom; Epilepsie – Demenz – Amelogenesis imperfecta
Die Erstbeschreibung stammt aus dem Jahre 1974 durch den deutschen Kinder- und Jugendarzt Alfried Kohlschütter (* 3. Juli 1940 in Essen), den Schweizer Kinder- und Jugendarzt Otmar Tönz (* 7. November 1926 in St. Gallen; † 28. August 2016 in Luzern) und Mitarbeiter.

## Verbreitung
Die Häufigkeit wird mit unter 1 zu 1.000.000 angegeben, die Vererbung erfolgt autosomal-rezessiv.

## Ursache
Der Erkrankung liegen Mutationen im ROGDI-Gen auf Chromosom 16 Genort p13.3 zugrunde, welches für ein Leucin-Zipper Protein kodiert oder im SLC13A5-Gen auf Chromosom 17 Genort p13.1, welches für einen Tricarboxylat Plasma Transporter kodiert.

## Klinische Erscheinungen
Klinische Kriterien sind:
- Manifestation im Neugeborenenalter bis Kleinkindesalter
- Amelogenesis imperfecta mit sich gelb färbenden Zähnen
- epileptische Anfälle
- kognitiver Abbau

## Diagnose
Die Diagnose ergibt sich aus der Kombination klinischer Befunde und der humangenetischen Untersuchung.